# Sinh vật hoang dã ở Lào

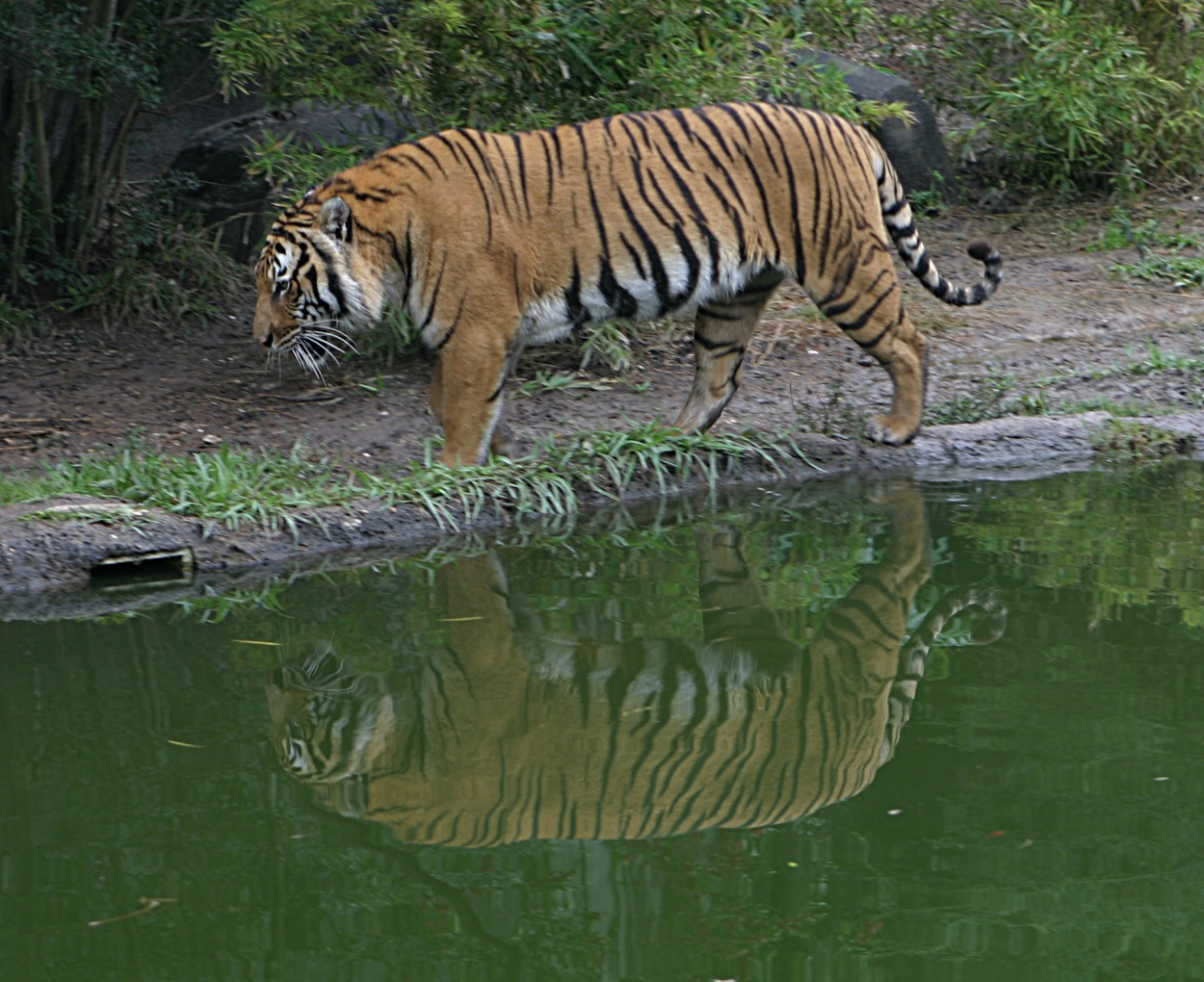
Một con Hổ Đông Dương.

Loài hoang dã ở Lào bao gồm các động vật và thực vật được tìm thấy ở Cộng hòa Dân chủ Nhân dân Lào, một đất nước không có bờ biển ở Đông Nam Á. Một phần của đất nước này là núi rừng và phần lớn nó vẫn được bao phủ trong rừng cây lá rộng nhiệt đới. Nó có rất nhiều loài động vật và thực vật khác nhau.

## Địa lý
Lào là một quốc gia không có bờ biển nằm ở Đông Nam Á. Phía bắc là vùng núi, với dải Luang Prabang phân cách phía tây bắc của đất nước với Thái Lan. Cao nguyên Xiangkhoang tách những ngọn núi này từ dãy Trường Sơn, một dãy núi chạy song song với bờ biển Việt Nam, và đánh dấu ranh giới cực đông của đất nước. Phía tây đất nước này chủ yếu là sông Mêkông rộng lớn, và phía nam là Cao nguyên Bolaven ở độ cao từ 1.000 đến 1.350 m (từ 3.280 đến 4.430 ft) so với mực nước biển. Lào nằm trong vành đai gió mùa và trải qua mùa mưa từ tháng 5 đến tháng 11 khi trời mưa nhiều, và mùa khô không có mưa từ tháng 12 đến tháng 4. Điều này dẫn đến việc rừng tự nhiên được che phủ bởi các cây lá rộng rụng lá, lá rụng trong mùa khô.

## Môi trường sống
Phần lớn của Lào vẫn còn được bao phủ bởi rừng tự nhiên và sáu loài vượn khác nhau được tìm thấy ở đây, tất cả đều bị đe dọa diệt chủng do bị săn bắt làm thực phẩm và bởi giảm độ che phủ rừng.
Dãy Trường Sơn có đặc tính đặc hữu cao và là nơi trú ẩn của Sao la (Pseudoryx nghetinhensis), loài Thỏ vằn Trường Sơn (Nesolagus timminsi) và Mang Trường Sơn (Muntiacus truongsonensis), tất cả chỉ mới được phát hiện từ hai thập niên sau này.
Ở phía nam của đất nước, chủ yếu là trong vòng 50 km (30 dặm) của sông Mekong, có những vùng đất ngập nước và rừng đầm lầy. Chúng bao gồm hồ và ao, một số đầm lầy vĩnh viễn và tạm thời, và các đồng cỏ ngập nước theo mùa, và những vùng rừng xung quanh hỗ trợ cộng đồng sinh học đa dạng.